# Super Mario 3D Land
Super Mario 3D Land este un joc dezvoltat de Nintendo EAD (Entertainment and Development) și publicat de Nintendo pentru consola Nintendo 3DS.

## Lansări
- Japonia - 3 noiembrie 2011
- SUA - 13 noiembrie 2011
- Europa - 18 noiembrie 2011
- Australia - 24 noiembrie 2011

## Funcționarea jocului
Jocul îl are în prim-plan pe Mario, care trebuie să alerge, sară și atace într-o lume în 3D. Jocul prezintă mai multe lumi, fiecare dintre ele având 8 nivele. Mario sare, aleargă și folosește diferite puteri speciale pentru a completa fiecare nivel. De asemenea, fiecare nivel are trei Star Coins ascunse, care pot fi folosite pentru a debloca anumite nivele din joc.

## Personaje
- Princess Peach - este capturată de Bowser, iar Mario trebuie să o salveze
- Bowser - regele inamicilor numiți Koopa, el o ține pe prințesă captivă
- Goomba - o ciupercă maro, inamic cu Mario
- Boom-Boom - un inamic care este acolitul lui Bowser

## Recenzii
| Site          | Scor   |
| ------------- | ------ |
| Nintendo Life | 9/10   |
| Eurogamer     | 9/10   |
| Metacritic    | 90%    |
| IGN           | 9.5/10 |
| GameSpot      | 8/10   |
| GameInformer  | 9.5/10 |
| Famitsu       | 38/40  |